# Petegem-aan-de-Schelde
Pour les articles homonymes, voir Petegem.
Petegem-aan-de-Schelde, Peteghem-sur-l'Escaut ou plus simplement Peteghem est une section de la commune belge de Wortegem-Petegem située en Région flamande dans la province de Flandre-Orientale. C'était une commune à part entière avant la fusion des communes de 1971.

## Démographie

### Évolution démographique
- Sources : INS, Rem. : 1831 jusqu'en 1961 = recensements[3].

## Histoire
Les vestiges de la plus ancienne habitation datent du Néolithique moyen.
La première occupation au début du Moyen Âge date du VIIIe siècle. Il est évoqué la présence d'un château carolingien qui pourrait être un centre administratif qui a été visité par Charles le Chauve en 864.
Le village a été mentionné pour la première fois sous le nom de Wrattingem en 964. Au début du Moyen Âge, un château qui devint plus tard le Vieux Château de Peteghem, était situé à Petegem sur la rive gauche de l'Escaut. La majeure partie du château a été détruite pendant des conflits, et au XVIIe siècle, il ne restait plus qu'une ruine.
Un Ingelbert est mentionné comme premier seigneur, et ses successeurs portent le même nom : Ingelbert II etc. Vers 1080 l'église, rattachée au château, devient une collégiale. En 1096, Ingelbert IV devint également seigneur de Cysoing. Vers 1145, Petegem devint le siège de l'Abbaye de Saint-Thierry près de Reims, qui en assuma les droits de patronage. En 1290 fut fondée l'abbaye de Beaulieu, couvent de l'ordre des Clarisses.
Au début des années 1270, l'abbaye de Beaulieu fut construite comme couvent de moniales pour l'Ordre des Clarisses. En 1276-77, un hôpital a été établi dans ses murs. L'abbaye a été déclarée en faillite en 1783, et a ensuite été démolie. Certaines parties de l'abbaye ont été reconstruites dans les années 1980 et 1990.
En 1291, l'église paroissiale est déplacée à l'extérieur du château et le village se développe autour de celle-ci.
Petegem faisait partie de la châtellenie d'Audenarde avec 32 autres villages et avait son propre droit coutumier. Dans une lettre de Marie de Hongrie, gouvernante des Pays-Bas, il est prescrit (1550) que la coutume d'Audenarde doit être appliquée à Petegem.
En 1661, le châtelain d'Audenarde et de Petegem, est Jérôme du Chastel, fait comte de Blangerval en raison des services rendus par sa famille à la maison d'Autriche.
En 1847, le baron August Pycke de Peteghem commanda la construction du nouveau château de Peteghem près de l'emplacement de l'ancien château. Le château et les terres appartiennent aujourd'hui au Golf Countryclub d'Audenarde,.
En 1871, une ligne de chemin de fer reliant Denderleeuw à Courtrai a été construite et une gare desservait Petegem. Cette dernière a été fermée au début des années 1970.
Le village de Petegem-aan-de-Schelde a subi des dommages importants pendant la Première Guerre mondiale et a été presque complètement détruit pendant la Seconde Guerre mondiale. La majeure partie du village a été reconstruite depuis la fin des années 1940. En 1971, la municipalité a fusionné dans celle de Wortegem-Petegem.

## Patrimoine
- L'ancienne abbaye de Beaulieu, au bord de l'Escaut, est un ancien couvent de religieuses clarisses (XIIIe siècle)[2].

## Personnalités

### Naissance
- Gaston IV de Foix-Béarn (ca 1424-1472), comte de Foix, de Bigorre, coprince d’Andorre, vicomte de Béarn, de Marsan, de Castelbon, de Nébouzan, de Villemur et de Lautrec de 1436 à 1472, et vicomte de Narbonne de 1447 à 1472.